# 아길리사우루스
아길리사우루스(Agilisaurus)는 중생대 쥐라기 중기의 초식공룡으로, 중국남부 사천성에 서식했으며, 학명은 라틴어의 민첩하다는 의미의 agilis와 도마뱀이라는 의미의 그리스 문자 sauros가 붙어 만들어졌고, 전체 의미는 '민첩한 도마뱀'이다. 아길리사우루스는 지금까지 알려진 종들 중에는 아길리사우루스-로더베키의 몸 전체 길이는 약 1.2m였으며, 완벽한 조반목의 가장 이상적인 몸을 가지고 있다. 또한 단단한 앞니는 40kg의 무게를 들어 올릴 수 있었다. 얀두사우루-멀티텐스에서 아길리사우루스-멀티텐스로 이전 된 아길리사우루스는 매우 독특한 치아를 가진 조반목으로 어금니가 매우 긴 공룡이다. 이들이 살았던 시기에 가소사우루스와 함께 살았다.